# Viola Engelbrecht
Viola Engelbrecht (* 13. Januar 1959) ist eine deutsche Jazzmusikerin (Posaunistin, Pianistin, Sängerin), Chorleiterin und Komponistin.

## Leben und Wirken
Engelbrecht studierte von 1978 bis 1983 an der Goethe-Universität Frankfurt Sonderschulpädagogik mit dem Wahlfach Musik. In dieser Zeit absolvierte sie auch die Chorleiterschule am Hoch’schen Konservatorium. Anschließend war sie in Hanau und an der Integrativen Schule Frankfurt als Lehrerin tätig und komponierte zwei Kindermusicals: „Dschungeltango“ und „Bauernhof-Musical“. Ihr „Dschungeltango“ wurde am Theater am Turm Frankfurt uraufgeführt, es folgten weitere Auftritte in der Brotfabrik Frankfurt und im Neuen Theater Höchst. Sie lernte parallel dazu Posaune an der FMW Frankfurter Musikwerkstatt. Seit 1990 war sie erstmals als freiberufliche Musikerin aktiv, u. a. mit „Kleinstadtvariete“, „Viola am Pianola“ (Stride Piano) und im Vocal-Jazz-Ensemble „Floy Doy“. Von 1993 bis 1995 vertiefte sie ihre Instrumentalausbildung und war Klavier-Dozentin an der Jugendmusikschule Neu-Isenburg. Dann absolvierte sie ein Diplomstudium als Jazzposaunistin an der Universität Mainz. Seitdem ist sie als Instrumentalistin (zunächst im United Women’s Orchestra und ihrem Quartett), Ensemblesängerin, Workshop-Dozentin und Chorleiterin tätig. Seit 1994 leitet sie neben dem Frauenchor Frankfurt Sossenheim den 1990 aus dem Frankfurter FrauenKulturZentrum entstandenen Chor Die dissonanten Tanten. Daneben hat sie Chormusik geschrieben und veröffentlicht. Mit ihrer a-cappella-Gruppe VokaLiesen, für die sie auch arrangiert und komponiert, widmet sie sich dem vokalen Jazz. Sie hat weiterhin mit Russ Spiegel, der Darmstädter Bigband, Jocco Abendroth und dem Tiefenrausch Klangkombinat aufgenommen.

## Diskographische Hinweise
- United Women’s Orchestra Blue One (JazzHausMusik 1999)
- United Women’s Orchestra Virgo Supercluster (JazzHausMusik 2003)
- VokaLiesen Smile! (KS 2004)
- Die Dissonanten Tanten Frankfurt – Liebeserklärung an eine Stadt (Fame 2005)
- Die Dissonanten Tanten Märchenhaft (Fame 2018)